# Incandescente Blues Band
Incandescente Blues Band fue una banda de blues y rock que nació en Montevideo, Uruguay el 28 de diciembre de 1987. En octubre de 1992 compartieron escenarios con el famoso guitarrista de blues y compositor B. B. King.

## Historia

### Comienzos artísticos
Incandescente Blues Band logra su primer contrato discográfico en 1988 con el sello Orfeo luego de una presentación en el Festival Parque Rock-Do realizado en la explanada del Museo de Artes Plásticas de Montevideo con una asistencia de varios miles de espectadores. Ese año editan oficialmente sus primeros temas, participando del fonograma colectivo "Rock V", para el sello Orfeo. Las canciones escogidas para participar del mismo fueron "Bandas de luz en el cielo" y "Para snobs".

### Tres A.M.
Para 1989 graban nuevamente con Orfeo "Tres A.M." con Raúl Amaral al bajo y José Grucci en la percusión. Ya en esta producción no participa como miembro estable Eduardo "Pato" Acevedo, interviniendo en calidad de músico invitado en la canción "Blues para nosotros", cantada también en carácter de invitado por Roy Berocay. En 1990 se integra al grupo la cantante Paula Francolino, quien trae a la banda un cambio radical por su poderosa voz. La entrada de Francolino resultó idónea para hacer un viraje hacia el hard rock que la banda fue imprimiendo en varias de sus canciones.
El cambio de estilo no era arbitrario ya que la banda había dado en sus inicios un toque duro a sus canciones, que sin embargo fue parcialmente desestimado para la grabación de "Tres A.M." procurando acercarse más al estilo que reflejaba la herencia del blues, el gospel y la tradición africana / música negra como el funky o el soul.
Por esta época dejan la banda Raul Amaral, José Grucci, Juan Faccini y Waldemar Pérez para desarrollar sus propios proyectos (estos dos últimos para formar El conde de Saint Germain). En ese momento se hacen cargo de la banda Ramón Aloguin y Paula Francolino, retomando sus lazos con el hard rock, estilo con el cual tenían más afinidad que con el funky o blues más tradicional.

### Como cuesta
En 1991 el bajista Hector Nebuloni regresa a la banda y en ese mismo año se graba para Orfeo el segundo trabajo «Como Cuesta». En este disco la Incandescente Blues Band deja claro lo que sería su propuesta musical: la producción de canciones con lugar para la improvisación de guitarra bajo y batería.
Las letras, que conjuntamente con la música estaban a menudo compuestas por Ramón Aloguin y Paula Francolino, describen la realidad de ese momento; y muchas veces reivindican el rol y prerrogativas de la mujer en la sociedad moderna. Para entonces la banda se convierte en power trio siendo aceptado por el público que seguía sus trabajos. En "Como cuesta"  se compartió el trabajo de los bajistas tocando en la mitad de los temas Hector Nebuloni y en la otra Pedro Barran; mientras que la batería estuvo a cargo de Gabriel Leus.
Luego esta producción y en ese mismo año Nebuloni se ve obligado a dejar nuevamente la banda debido a la quiebra de la empresa de transporte ONDA.
En octubre de 1992 La Incandescente Blues Band, fue invitada a participar como "teloneros" en el concierto que ofreciera el músico de blues B.B.King,
recibiendo buenas críticas por su actuación. En esa ocasión baterista y bajista fueron Daniel Techeira y Alberto García respectivamente; formación que grabaría el siguiente trabajo discográfico.

### Transagresión
Este tercer trabajo fue editado en marzo de 1993 por el sello Top Records. Esta producción estaba estructurada de forma tal que en la cara A se encontraban todos los temas heavys: "Dont want nobody", "Sr. Ciudadano" y en la cara B los más pausados como: "Drops", "Serenata ser gata blues".
Tras el lanzamiento de "Transagresión" se sucedieron varias actuaciones recibiendo contratos para conciertos y presentaciones privadas siendo una de las más importantes la presentación en el estadio de Fray Bentos el 14 de febrero durante la "Eco Caravana" con una asistencia de cinco mil personas.
En este año participan con el tema "Notas personales" en un fonograma colectivo para el sello "Perro andaluz", junto a bandas como Alvacast, Níquel y Cross.

### El Cuarto
Así se llegó a la grabación y edición de "El Cuarto", de nuevo en el sello Top Records en 1994; esta vez con Fabio Techeira al bajo. Este disco abre con la canción "Aguantando como pueda", la cual de algún modo anticipa la crisis económica global que se instalaría en 2008 y algunas de sus causas. 
En este disco además del blues-rock ("Oh so pale"), la banda incursiona por primera vez en el blues-jazz ("Niña bonita") o el Zydeco ("Zydecocito").
Desde mediados de 1995 el bajista de la Incandescente Blues Band ha sido Nicolas Rodrigo, quien aporto bajo con distorsión en muchas canciones; tanto de las primeras producciones como de las nuevas.

### Blues Decente
En 1997 La Incandescente Blues Band editó su primer trabajo en CD; el recopilatorio "Blues Decente" para UN1CO RECORDS. En este disco se incluyeron cuatro canciones de "Transagresion", cuatro de "El Cuarto" y cuatro nuevas grabadas especialmente para dicho disco. Las cuatro nuevas fueron un rock and roll ("Mama flower"), un soul ("I wont let you"), un heavy que comienza con guitarras españolas en estilo flamenco y blues en su parte central ("Mira quienes van") y otro instrumental bluesistico con toques del rock de Seattle y un guiño a Eduardo Mateo en el nombre ("Inintitulado").
Este disco fue presentado en Montevideo en dos multitudinarios recitales en el Mercado de la Abundancia,
y en la Carpa de la Unidad de Animación de la Intendencia Municipal ubicada en el Parque Rodó. Luego fue llevado a Punta del Este donde la banda actuó a diario durante todo el mes de enero de 1998.

## Integrantes

### Formación original
- Ramón Aloguin en guitarra y voz
- Juan Faccini, guitarra y voz
- Hector Nebuloni bajo
- Fernando "Bonzo" Gómez en batería
- Eduardo "Pato" Acevedo en armónica.

### Última formación (1995-1998)
- Ramon Aloguin en guitarra
- Paula Francolino en voz
- Daniel Techeira en batería
- Nicolas Rodrigo en bajo

## Discografía
- Tres A M (Orfeo 91017-4. 1989)
- Como cuesta (Orfeo 91151-4. 1991)
- Transagresión (Top records TC 30014. 1993)
- El cuarto (Top Records TC 30021. 1994)
- Blues decente (UN1CO Records UN1-3110. 1997)

### Colectivos
- Rock V (Junto a Metamorfosis, Cadáveres ilustres, Luz roja, Gato Eduardo y Lavanda elástica. Orfeo 90930-4. 1988)
- Material desechable (Perro Andaluz 010. 1993)